# Emilio Olmos
Emilio Felipe Olmos (Río Cuarto, 26 de mayo de 1884 - Córdoba, 29 de abril de 1932) fue un político argentino, intendente municipal de la ciudad de Córdoba entre 1925 y 1929 y gobernador de la provincia homónima en 1932.

## Biografía
Nació en Río Cuarto en 1884. Sus padres fueron Miguel Olmos y Cabanillas (hermano del Gobernador Ambrosio José Olmos y Cabanillas) y Rosa Mariana Roca y Cordero.
En la Universidad Nacional de Córdoba se graduó de ingeniero en 1912. Se unió a las filas del Partido Demócrata a instancias de Ramón J. Cárcano.
En 1925, la intendencia de Córdoba fue disputada entre Enrique Martínez, candidato de la Unión Cívica Radical, y Olmos, por el Partido Demócrata de Córdoba, resultando ganador en los comicios este último quien era, a la sazón, el político local más relevante de su partido. Asumió la intendencia el 19 de diciembre de 1925.
Olmos, al frente de la Municipalidad, impulsó obras como el ensanchamiento de la Avenida Colón. En 1928 fue reelecto para un segundo mandato. Renunció a la intendencia el 3 de mayo de 1929 para conducir el Partido Demócrata, siendo sucedido por el presidente del Concejo Deliberante, Telésforo B. Ubios.
En los comicios provinciales de 1931, el Partido Demócrata lo postuló como candidato a gobernador, acompañado por Pedro J. Frías como postulante a vicegobernador. La fórmula demócrata se impuso con facilidad ante la abstención radical.
Olmos asumió el gobierno de la provincia el 18 de febrero de 1932, aunque poco después, el 2 de marzo, delegó el mando por enfermedad. Falleció el 29 de abril de 1932. Al año siguiente, en su homenaje, se le impuso al tramo de la Avenida Colón, desde calle San Martín hasta las vías del ferrocarril, el nombre de "Avenida Emilio F. Olmos".